# ヤンター造船所
ヤンター造船所（ヤンターぞうせんじょ、ロシア語: Прибалтийский судостроительный завод (Янтарь), 英語: Yantar Shipyard）は、ロシアのカリーニングラードにある造船会社である。駆逐艦やフリゲートなどの軍艦や、トロール船などの民間船を建造している。この会社は、統一造船会社の一部である。1945年以前は、ドイツのシーヒャウヴェルケ造船会社のケーニヒスベルク工場であった。